# Piricauda arcticoceanorum
Piricauda arcticoceanorum är en svampart som beskrevs av R.T. Moore 1959. Piricauda arcticoceanorum ingår i släktet Piricauda, divisionen sporsäcksvampar och riket svampar.   Inga underarter finns listade i Catalogue of Life.